# Зірочки низенькі
Зірочки низенькі (Gagea pusilla) — вид трав'янистих рослин родини лілійні (Liliaceae), поширений у пд.-сх. Європі й зх. Азії. Етимологія: лат. pusillus — «малесенький».

## Опис
Багаторічна рослина 3–15 см заввишки. Підсуцвітних листків найчастіше 3(2–7), голих. Суцвіття з 2–3(7) квіток; листочки оцвітини довгасто-лінійні, 8–12 мм завдовжки. Прикореневий лист 1.5–2 мм завширшки. Цибулина одиночна, рідко 2. Стебло голе. Коробочка яйцеподібно-куляста. Насіння субкулясте.

## Поширення
Європа: Австрія, колишня Чехословаччина, Угорщина, Росія, Албанія, Болгарія, колишня Югославія, Греція, Італія (пн.), Румунія; Азія: Казахстан, Росія — Краснодар, Західний Сибір. Населяє сухі трав'янисті та кам'янисті землі.
В Україні зростає на трав'янистих степових схилах — у Поліссі, Лісостепу й на півночі Степу звичайний; на півдні Степу і в пн. Криму рідко. Входить у переліки видів, які перебувають під загрозою зникнення на території Київської області.

## Галерея

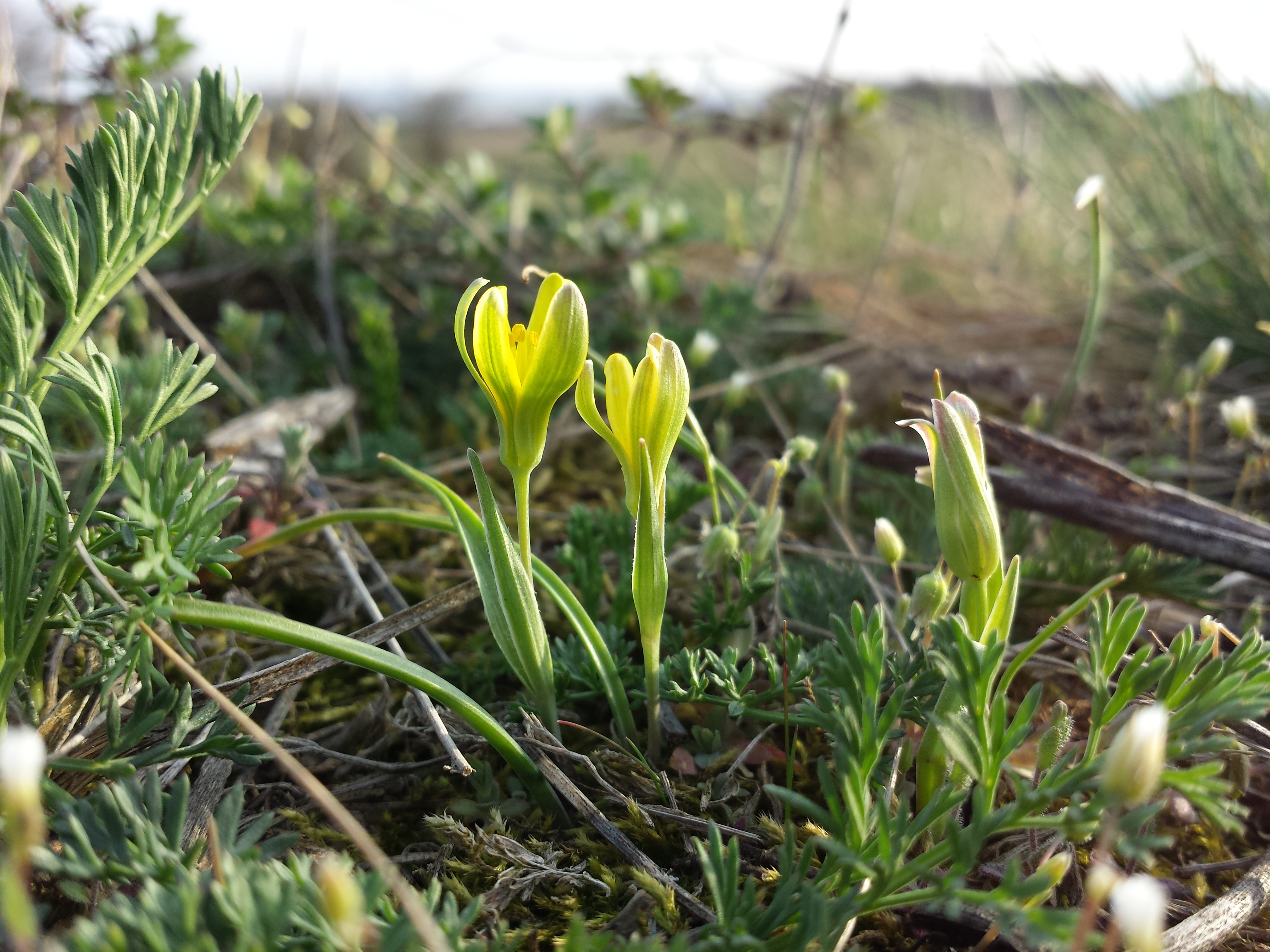
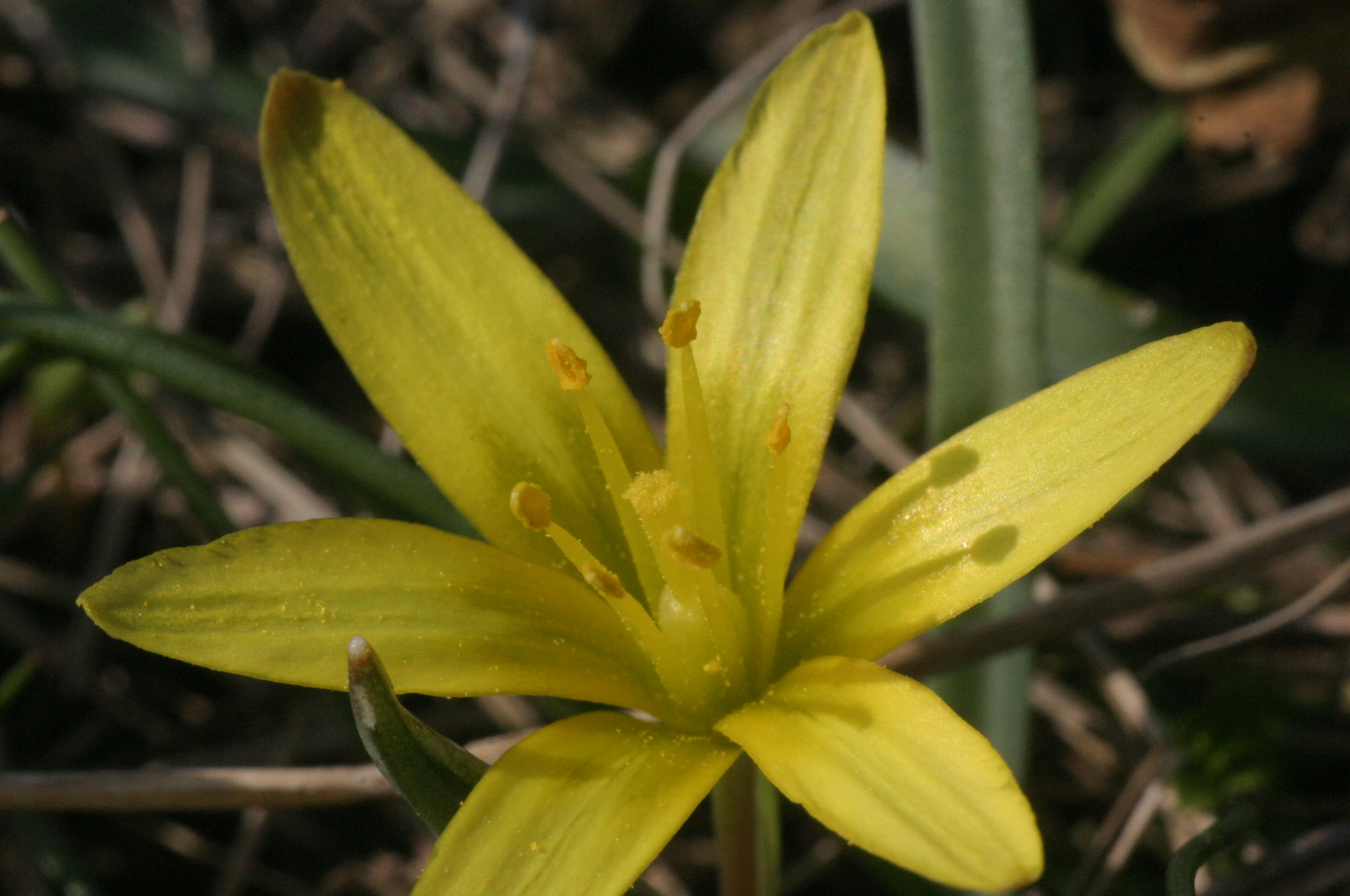
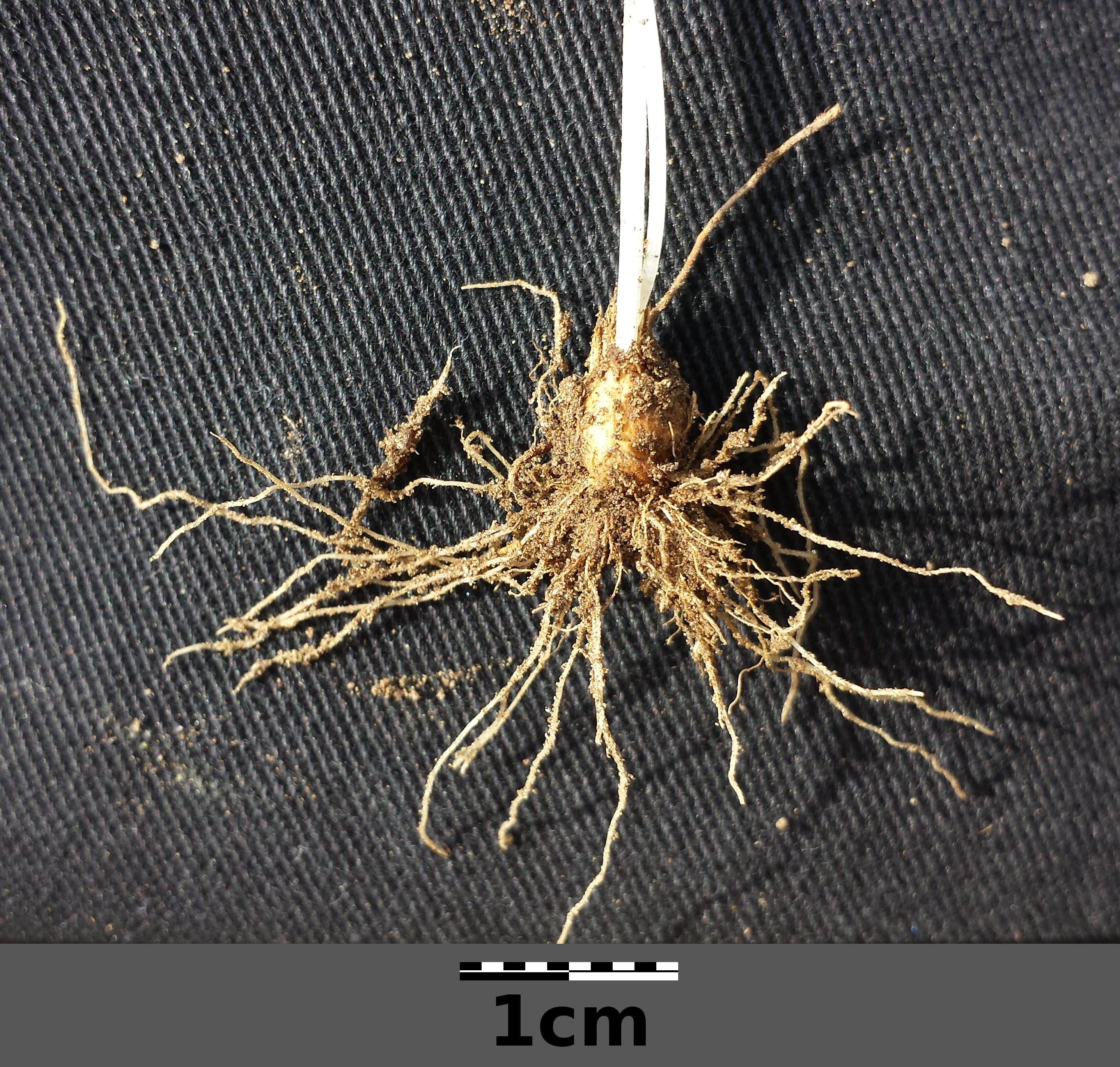